# Anna Johnston

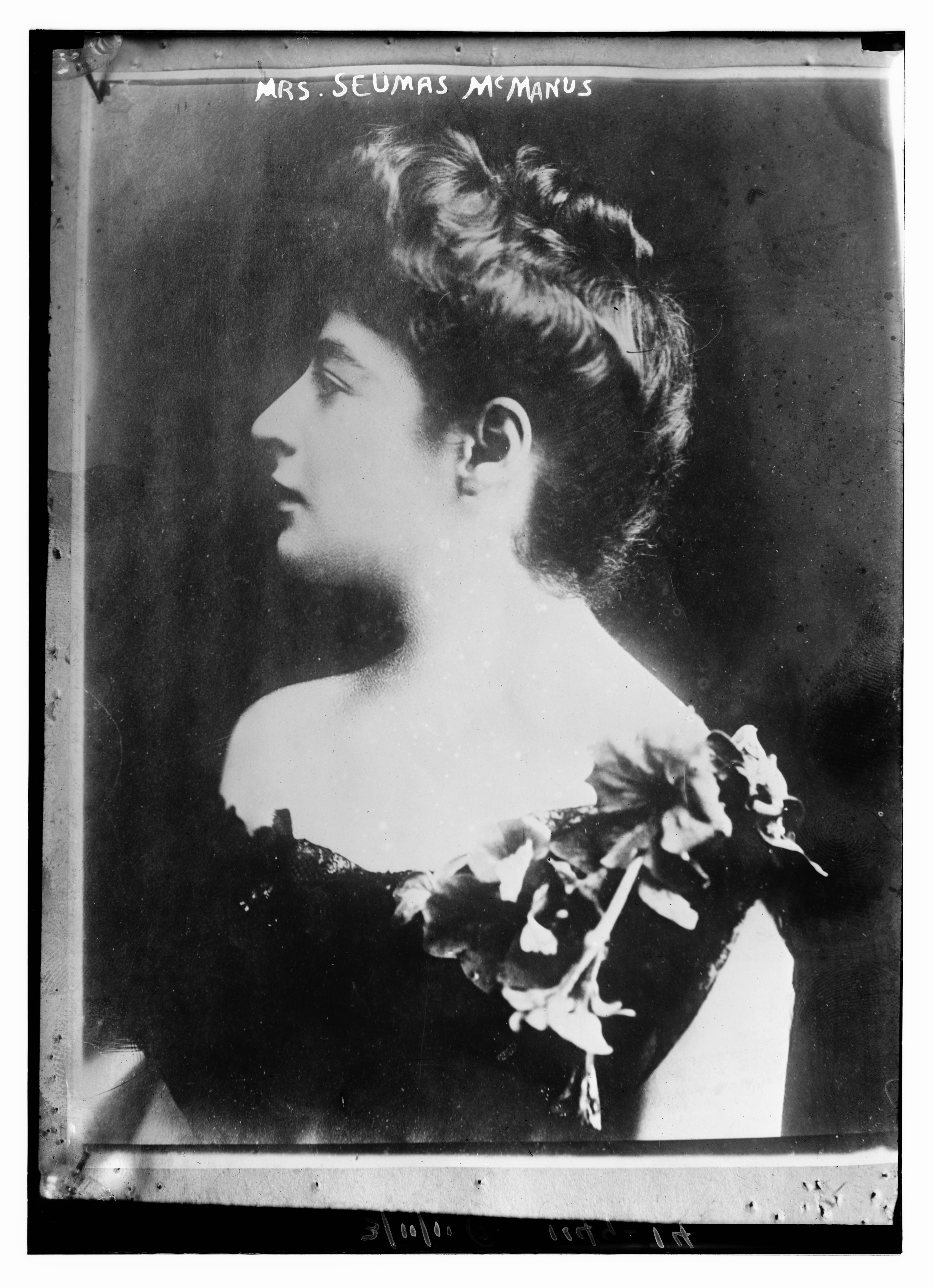
Anna MacManus

Anna Bella Johnston MacManus, als Schriftstellerin Ethna Carbery (* 3. Dezember 1864 in Kirkinriola, Ballymena, County Antrim; † 2. April 1902 in Donegal, County Donegal), war eine irische Journalistin, Schriftstellerin und Dichterin. Am bekanntesten ist sie für die Ballade Roddy McCorley und den Song of Ciabhán; letzterer wurde von Ivor Gurney vertont. In den späten 1890er Jahren gab sie in Belfast zusammen mit Alice Milligan The Shan Van Vocht („Die alte, arme Frau“) heraus, eine nationalistische Monatszeitschrift mit Literatur, Geschichte und Kommentaren, die in Irland und in der irischen Diaspora große Verbreitung fand. Ihre Gedichte wurden gesammelt und nach ihrem Tod unter dem Pseudonym Ethna Carbery veröffentlicht, das sie nach ihrer Heirat mit dem Dichter Seumas MacManus im Jahr 1901 angenommen hatte.

## Leben
Anna Bella Johnston wurde als zweites von drei Kindern von Robert Johnston, einem Holzhändler und führenden Mitglied der Irischen Republikanischen Bruderschaft, und Marjorie (Mage) Magee, die aus dem County Donegal stammte, geboren. Ihr 1839 geborener Vater war mit den Erzählungen der letzten Veteranen der United Irishmen aufgewachsen, die noch in der irischen Rebellion von 1798 gekämpft hatten, und kannte eine Reihe von Young Irelanders aus den 1840er Jahren persönlich, bevor er selbst am Fenian-Aufstand von 1867 teilnahm. Später leitete er die Reorganisation der Irischen Republikanischen Bruderschaft in den 1880er Jahren. Sein Schwiegersohn Seumus MacManus, Anna Johnstons Ehemann, nannte Robert Johnston ein „[…] connecting link that kept the spirit of freedom alive throughout more than a century.“
Ab ihrem fünfzehnten Lebensjahr trug Johnston Gedichte und Kurzgeschichten zu einer Reihe von irischen Zeitschriften bei, darunter United Ireland, Young Ireland, The Nation und The Catholic Fireside.
Sie nahm an den nationalistischen Gedenkfeiern zum Aufstand von 1798 teil und reiste mit Alice Milligan, Maud Gonne und anderen durch das Land, um Vorträge über die United Irishmen zu halten. Im Jahr 1900 war sie Gründungsmitglied von Inghinidhe na hÉireann, der von Maud Gonne geleiteten revolutionären Frauenorganisation. Zusammen mit Jenny Wyse Power, Annie Egan und Alice Furlong wurde sie zur Vizepräsidentin der Vereinigung gewählt. Sie und Milligan schrieben und produzierten Theaterstücke im Rahmen der kulturellen Aktivitäten der Vereinigung.
Im Oktober 1895 gab sie zusammen mit Alice Milligan den Northern Patriot heraus, die Zeitschrift der Henry Joy McCracken Literary Society. Doch nach nur vier Ausgaben wurde sie entlassen. Die Finanziers hatten Bedenken wegen der Verbindung zu ihrem radikalen Vater. Milligan trat aus Solidarität mit ihr zurück, und die beiden gründeten in den Büros von Robert Johnstons Holzlager ihre eigene unabhängige Monatszeitschrift The Shan Van Vocht, die vierzig Ausgaben herausbrachte. Der Literaturwissenschaftler Padraic Colum beschreibt den Stil der Zeitschrift so: „With a freshness that came from its femininity“ (neben Milligan und Johnston gehörten Alice Furlong, Katherine Tynan, Margaret Pender und Nora Hopper zu den regelmäßigen Autorinnen), „«The Shan Van Vocht» went back to a nationalism that had never been Parliamentarian, the nationalism of Wolfe Tone and that idealistic band that had been largely recruited from the Ulster Presbyterians of Scottish descent, the United Irishmen.“ In der Ausgabe vom Januar 1897 wurde James Connolly eine Plattform für Socialism and Nationalism geboten, sein Argument, dass ohne ein Konzept, das in der Lage ist, die Herrschaft der Kapitalisten, Großgrundbesitzer und Finanziers herauszufordern, der Nationalismus von „irischen Sprachbewegungen, literarischen Gesellschaften oder Gedenkkomitees“ wenig erreichen würde.
Am 22. August 1901 heiratete sie Seumas MacManus (1867–1960) und zog mit ihm nach Revlin House, etwas außerhalb von Donegal im Westen der Provinz Ulster. Zu diesem Zeitpunkt begann sie unter dem Pseudonym Ethna Carbery zu schreiben, da sie, nachdem sie den Nachnamen MacManus angenommen hatte, nicht mit ihrem Mann (ebenfalls Schriftsteller) verwechselt werden wollte.
Carbery starb am 2. April 1902 im Alter von 37 Jahren in Revlin House an einer Magenschleimhautentzündung.  Ihr drei Jahre jüngerer Ehemann überlebte sie um 58 Jahre. Obwohl MacManus und Johnston nur ein Jahr lang verheiratet waren, hatte sie großen Einfluss auf sein Leben. Ihre Gedichte wurden von ihm nach ihrem Tod unter dem Titel The Four Winds of Erinn veröffentlicht und hatten in den nächsten Jahren einen phänomenalen Erfolg. Weitere Bände folgten. In der Ausgabe von The Four Winds of Eirinn: Poems by Ethna Carbery von 1918 widmete er ihr eine Erinnerung.
Anlässlich ihres fünfzigsten Todestages hielt Sinéad de Valera eine öffentliche Ansprache, in der sie erklärte, dass „[a]mong women poets Ethna Carbery would always hold the foremost place and, even though her life was short, it was full of devotion and idealism.“

## Werke (Auswahl)
- Anna MacManus, („Ethna Carbery“): The Four Winds of Eirinn. Hrsg.: Seumas MacManus. M. H. Gill & Son, Ltd., Dublin 1902 (archive.org). (Gedichte)
- Anna MacManus, („Ethna Carbery“): The Passionate Hearts. Hrsg.: Seumas MacManus. Isbister and Company, Ltd., London 1903 (archive.org). (Love Stories)
- Anna MacManus, („Ethna Carbery“): In the Celtic past; Stories. Hrsg.: Seumas MacManus. Funk & Wagnalls Company, New York 1904 (archive.org). (Erzählungen)
- Ethna Carbery, Séamus MacManus und Alice Milligan: We Sang For Ireland. M. H. Gill & Son, Ltd., Dublin 1950. (Gedichte)